# Omartsjevo (Sliven)
Omartsjevo (Bulgaars: Омарчево) is een dorp in de Bulgaarse gemeente Nova Zagora, oblast Sliven. Het dorp ligt hemelsbreed 28 km ten zuidwesten van Sliven en 232 km ten oosten van Sofia. 

## Bevolking
Op 31 december 2020 telde het dorp Omartsjevo 282 inwoners. Het aantal inwoners vertoont al vele jaren een dalende trend: in 1934 had het dorp nog 1.407 inwoners.
|  |

In het dorp wonen vooral etnische Bulgaren. In de optionele volkstelling van 2011 identificeerden 291 van de 321 ondervraagden zichzelf als etnische Bulgaren, oftewel 91%. De overige inwoners identificeerden zichzelf vooral als etnische Turken (25 inwoners, oftewel 8%) of Roma (4 personen, oftewel 1%).
| Etnische samenstelling van de respondenten (2011) | Etnische samenstelling van de respondenten (2011) | Etnische samenstelling van de respondenten (2011) | Etnische samenstelling van de respondenten (2011) | Etnische samenstelling van de respondenten (2011) |
| ------------------------------------------------- | ------------------------------------------------- | ------------------------------------------------- | ------------------------------------------------- | ------------------------------------------------- |
|                                                   |                                                   |                                                   |                                                   |                                                   |
| Bulgaren                                          | Bulgaren                                          |                                                   | 90,7%                                             | 90,7%                                             |
| Turken                                            | Turken                                            |                                                   | 7,8%                                              | 7,8%                                              |
| Roma                                              | Roma                                              |                                                   | 1,2%                                              | 1,2%                                              |
| Anders/Onbekend                                   | Anders/Onbekend                                   |                                                   | 0,3%                                              | 0,3%                                              |